# Drunk in Love
"Drunk in Love" é uma canção da cantora norte-americana Beyoncé, gravada para o seu quinto álbum de estúdio homónimo. Conta com a participação do rapper e marido da artista Jay Z, sendo que foi composta pelos dois intérpretes com o auxílio de Noel Fisher, Andre Eric Proctor, Rasool Diaz, Brian Soko, Timothy Mosley e Jerome Harmon, e a produção ficou a cargo de Details e Knowles. A música foi enviada para as rádios urbanas a 17 de Dezembro de 2013 como um dos singles de avanço do disco. O single é a faixa mais bem sucedida do álbum, registrando um certificado com 8 discos de Platina pela Recording Industry Association of America, totalizando mais de 8 milhões de vendas apenas nos Estados Unidos.

## Desempenho nas tabelas musicais

### Posições
| Tabela musical (2013)                        | Melhor posição |
| -------------------------------------------- | -------------- |
| África do Sul - Mediaguide                   | 7              |
| Bélgica - Ultratop (Flandres)                | 13             |
| Bélgica - Ultratip (Valónia)                 | 9              |
| Canadá - Canadian Hot 100                    | 23             |
| Dinamarca - Tracklisten                      | 15             |
| Escócia - Scottish Singles and Albums Chart  | 13             |
| Coreia do Sul - Gaon International Chart     | 25             |
| Estados Unidos - Billboard Hot 100           | 2              |
| Estados Unidos - Billboard R&B/Hip-Hop Songs | 47             |
| França - SNEP                                | 9              |
| Irlanda - IRMA                               | 10             |
| Nova Zelândia - Recorded Music NZ            | 7              |
| Reino Unido - UK Singles Chart               | 9              |
| Reino Unido - UK R&B Singles Chart           | 3              |
| Suécia - Sverigetopplistan                   | 16             |
| Finlândia - Suomen virallinen lista          | 19             |
| Países Baixos - Mega Single Top 100          | 45             |
| Suíça - Schweizer Hitparade                  | 40             |

## Créditos
Todo o processo de elaboração atribui os seguintes créditos pessoais:

### Canção
- Beyoncé Knowles - vocalista principal, composição, produção, produção vocal
- Noel Fisher - composição, produção,
- Jay Z - vocalista convidado, composição;
- Andre Eric Proctor - composição;
- Rasool Diaz - composição;
- Brian Soko - composição;
- Timothy Mosley - composição;
- Jerome Harmon - composição;
- Boots - produção adicional, vocais adicionais, instrumentos;
- Stuart White – gravação, mistura;
- Ramon Rivas – assistência de engenharia;
- Tony Maserati – mistura;
- Tyler Scott, Justin Hergett – assistência de engenharia de mistura;
- James Krausse – engenharia de mistura;
- Derek Dixie – consulta de mistura, sons adicionais;
- Tom Coyne, Aya Marrill – masterização;

### Vídeo
- Direcção – Hype Williams
- Direcção criativa – Todd Tourso
- Direcção de fotografia – Jeffrey Kelly
- Produção executiva – Erinn Williams
- Produtor – Hype Williams
- Empresa de produção – Parkwood Entertainment, HW Worldwide LLC
- Estilista – Lysa Cooper
- Estilistas adicionais – TY Hunter, Raquel Smith
- Coreografia – Kwasi Fordjour
- Editor – Josiah Spencer for Wild Child Editorial
- Gerente de marca – Melissa Vargas
- Cabelo – Neal Farinah
- Maquilhagem – Francesca Tolot
- Unhas – Lisa Logan
- Correcção de cor – Wild Child
- VFX – Light of Day, Wild Child
- Fotografia – Mason Poole